# Stefan Schulte (Informatiker)
Stefan Schulte (* 13. Juli 1980 in Meppen) ist ein deutscher Informatiker und leitet das Institut für Data Engineering an der Technischen Universität Hamburg.

## Werdegang
Schulte studierte von 2000 bis 2006 Wirtschaftswissenschaften und Informatik an der Carl von Ossietzky Universität Oldenburg sowie Information Technology an der University of Newcastle (Australien). Ab 2006 war er wissenschaftlicher Mitarbeiter am Fachgebiet Multimedia Kommunikation der Technischen Universität Darmstadt, wo er 2010 zum Thema Web Service Discovery Based on Semantic Information: Query Formulation and Adaptive Matchmaking promoviert wurde. Sein Doktorvater war Ralf Steinmetz.
Ab 2011 war er zunächst Projektassistent und ab 2015 Assistant Professor (tenure track) in der Distributed Systems Group der Technischen Universität Wien. Nach Abschluss seiner Habilitation (Venia Docendi) 2018 wurde er 2019 verstetigter Associate Professor an der Fakultät für Informatik der TU Wien.
Nach Rufen an die Technische Universität Ilmenau, die Otto-Friedrich-Universität Bamberg, die TU Bergakademie Freiberg und die Universität Paderborn lehnte er 2021 auch das Bleibeangebot der Technischen Universität Wien ab und wurde mit Wirkung zu September 2021 Professor an der Technischen Universität Hamburg, verbunden mit der Leitung des Instituts für Data Engineering.

## Forschungsschwerpunkte
Schulte beschäftigt sich mit verschiedenen Technologien im Bereich der verteilten Systeme, z. B. Web Services, Cloud Computing, Internet of Things, Edge AI und Blockchain. Ein besonderer Schwerpunkt liegt dabei auf der Optimierung von Ressourcenverbrauch sowie Interoperabilität.
Im EU FP7 Forschungsprojekt SIMPLI-CITY - The Road User Information System of the Future agierte er als Projektkoordinator und forschte zur mobilen Verwendung von Web Services. Im Horizont-2020-Projekt Cloud-based Rapid Elastic MAnufacturing (CREMA) war er der wissenschaftliche Leiter und forschte insbesondere zu elastischen Prozessen. Seit 2020 leitet er das Christian Doppler Labor Blockchaintechnologien für das Internet der Dinge (CDL-BOT), in dem sich die beteiligten Forschenden an der TU Hamburg und TU Wien mit unterschiedlichen Fragestellungen beschäftigen, um Distributed Ledger Technologies (DLTs) für die Bedürfnisse des Internets der Dinge (Internet of Things - IoT) weiterzuentwickeln.
Die Ergebnisse seiner Forschung wurden in mehr als 150 begutachteten wissenschaftlichen Publikationen veröffentlicht, darunter in Fachzeitschriften wie Information Systems, IEEE Transactions on Services Computing und ACM Computing Surveys sowie auf Konferenzen wie der International Conference on Very Large Databases. Unter anderem erhielt er Best Paper Awards auf der 3rd IEEE International Conference on Blockchain (2020) und der 10th European Conference on Service-Oriented and Cloud Computing (2023).

## Weitere Funktionen
Schulte ist seit 2024 Co-Sprecher der Fachgruppe Kommunikation und Verteilte Systeme der Gesellschaft für Informatik sowie Chair der IFIP-Arbeitsgruppe Service Oriented Systems. Er ist Associate Editor der IEEE Transactions on Services Computing und Mitglied des Steering Committees der European Conference on Service-Oriented and Cloud Computing.

## Publikationen (Auswahl)
- Ghareeb Falazi, Uwe Breitenbücher, Frank Leymann, Stefan Schulte: Cross-Chain Smart Contract Invocations: A Systematic Multi-Vocal Literature Review. ACM Comput. Surv. 56(6): 142:1-142:38 (2024) https://doi.org/10.1145/3638045
- Pierluigi Plebani, Stefan Schulte, Damian Andrew Tamburri, Schahram Dustdar: Service-Oriented Computing: A Trajectory for Research to 2030. IEEE Internet Comput. 28(3): 59-63 (2024) https://doi.org/10.1109/MIC.2023.3338908
- Gerta Sheganaku, Stefan Schulte, Philipp Waibel, Ingo Weber: Cost-efficient auto-scaling of container-based elastic processes. Future Gener. Comput. Syst. 138: 296-312 (2023) https://doi.org/10.1016/j.future.2022.09.001
- Vasileios Karagiannis, Pantelis A. Frangoudis, Schahram Dustdar, Stefan Schulte: Context-Aware Routing in Fog Computing Systems. IEEE Trans. Cloud Comput. 11(1): 532-549 (2023) https://doi.org/10.1109/TCC.2021.3102996
- Thomas Hiessl, Safoura Rezapour Lakani, Jana Kemnitz, Daniel Schall, Stefan Schulte: Cohort-based federated learning services for industrial collaboration on the edge. J. Parallel Distributed Comput. 167: 64-76 (2022) https://doi.org/10.1016/j.jpdc.2022.04.021
- Aaron Yi Ding, Ella Peltonen, Tobias Meuser, Atakan Aral, Christian Becker, Schahram Dustdar, Thomas Hiessl, Dieter Kranzlmüller, Madhusanka Liyanage, Setareh Maghsudi, Nitinder Mohan, Jörg Ott, Jan S. Rellermeyer, Stefan Schulte, Henning Schulzrinne, Gürkan Solmaz, Sasu Tarkoma, Blesson Varghese, Lars C. Wolf: Roadmap for edge AI: a Dagstuhl perspective. Comput. Commun. Rev. 52(1): 28-33 (2022) https://doi.org/10.1145/3523230.3523235
- Michael Borkowski, Christoph Hochreiner, Stefan Schulte: Minimizing Cost by Reducing Scaling Operations in Distributed Stream Processing. Proc. VLDB Endow. 12(7): 724-737 (2019) https://doi.org/10.14778/3317315.3317316